# Martin Rücker von Jenisch

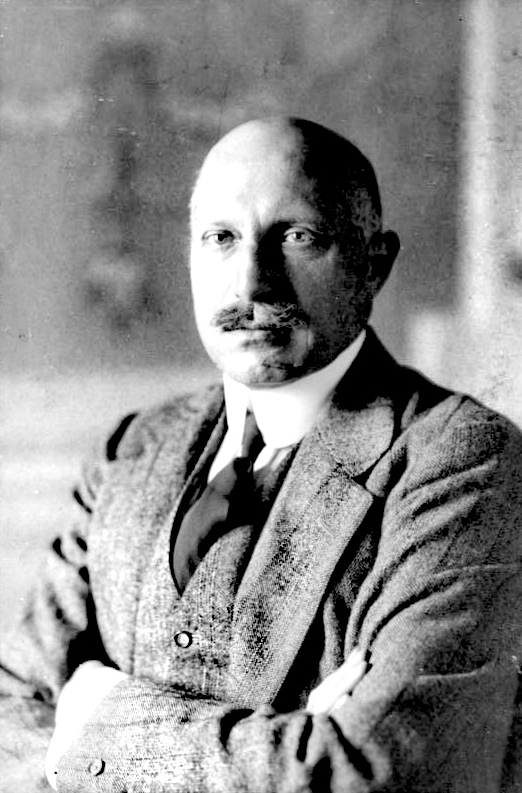
Martin Rücker Freiherr von Jenisch (1913)

Martin Johann Rücker Freiherr von Jenisch (* 8. Juni 1861 in Hamburg; † 22. September 1924 auf Schloss Blumendorf bei Oldesloe) war ein deutscher Diplomat des Kaiserreichs.

## Leben

### Herkunft
Jenischs Geburtsname lautete Martin Johann Rücker. Er war das dritte Kind und der älteste Sohn von Alfred Rücker, einem Hamburger Senator und früheren hanseatischen Ministerresidenten am Hof von St. James in London, und dessen Ehefrau Olga Adelaide, geb. d’Araujo Abreâ (1840–1890). Der deutsche Reichskanzler Bernhard von Bülow war sein Cousin, da dessen Mutter Luise Victorine eine Schwester von Rückers Vater war. Dass er die Vornamen Martin Johann erhielt, die traditionell vom Oberhaupt der Hamburger Kaufmannsfamilie Jenisch geführt wurden, zeigt, dass er als zukünftiger Erbe seines vier Jahre vor seiner Geburt kinderlos verstorbenen Großonkels, Martin Johann Jenisch, ausersehen war. Der Erbfall trat allerdings unerwartet früh ein, da Rücker bereits im Alter von sieben Jahren seinen Vater verlor.

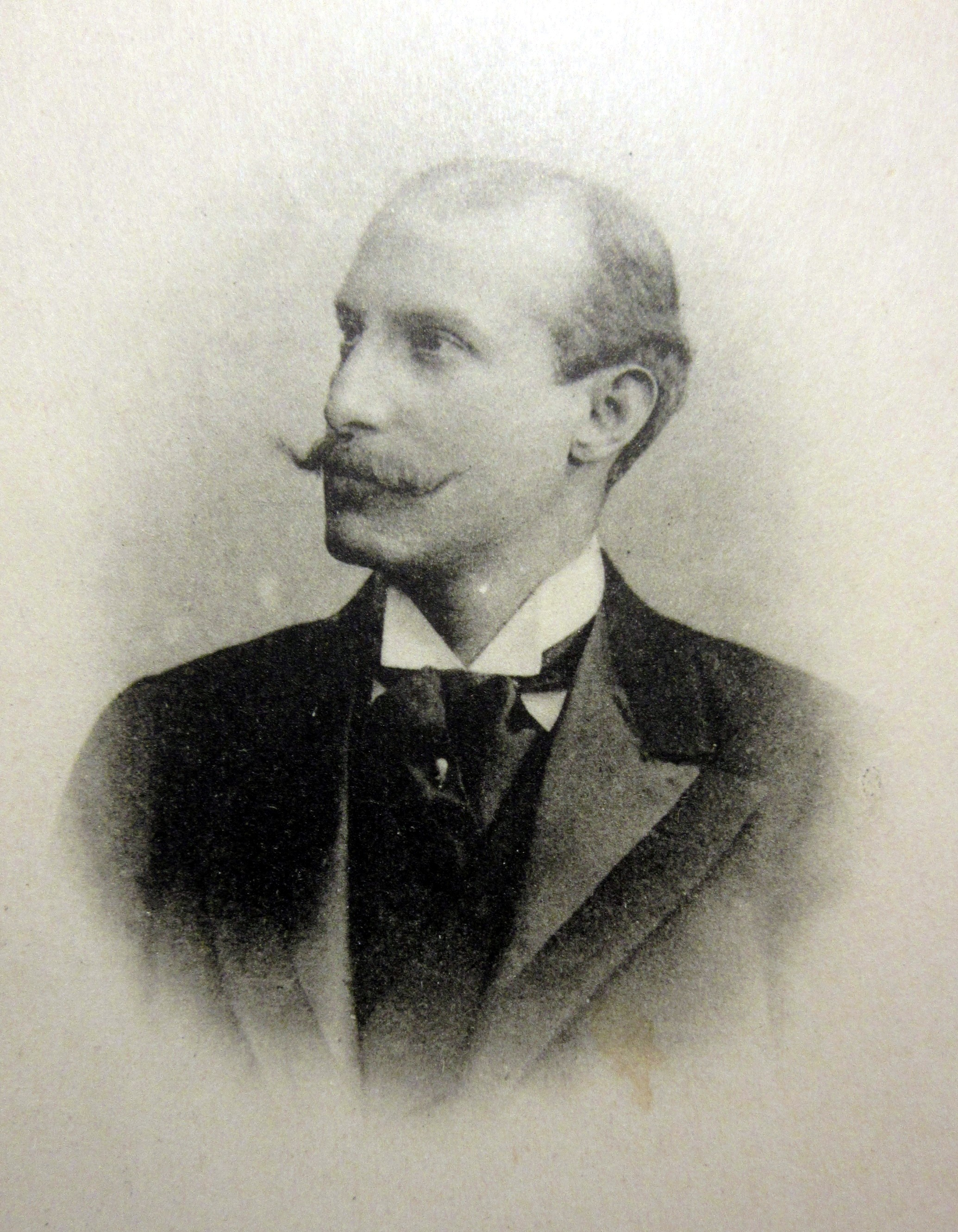
Martin Rücker Jenisch als junger Diplomat (um 1890)

### Laufbahn
Rücker besuchte das Gymnasium in Plön, absolvierte nach dem Abitur sein Dienstjahr als Einjährig-Freiwilliger beim 1. Garde-Ulanen-Regiment und studierte dann Rechtswissenschaften in Bonn und Berlin. In Bonn gehörte er dem exklusiven Corps Borussia an und war damit Corpsbruder des späteren Kaisers Wilhelm II.

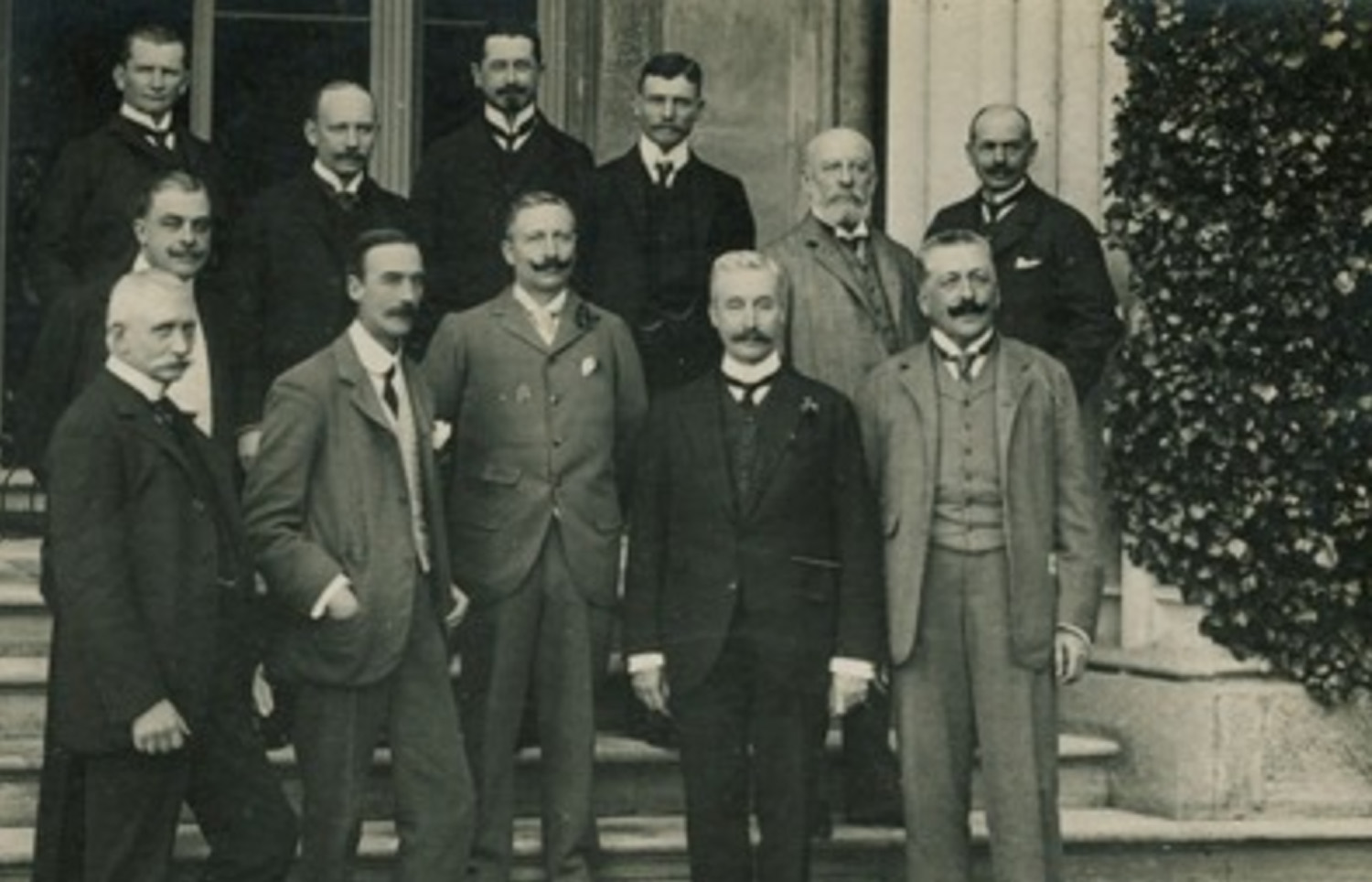
Jenisch im Gefolge von Kaiser Wilhelm II. auf Highcliffe Castle 1907 (hintere Reihe, 2. von links)

1881 erbte er von seiner Großtante Fanny Henriette Jenisch, der Witwe Martin Johann Jenischs des Jüngeren, den Jenisch'schen Familienfideikommiss, bestehend aus dem damaligen Mustergut Flottbek sowie den Gütern Blumendorf und Fresenburg bei Oldesloe. Zum Familienbesitz gehörte außerdem das dänische Gut Kalø bei Rønde in Djursland. Martin Johann Jenisch der Jüngere hatte den Fideikommiss testamentarisch errichtet und dabei festgelegt, dass ein Erbe den Namen Jenisch annehmen müsse. Durch Hamburgisches Senatsdekret vom 10. August 1881 wurde Rückers Antrag stattgegeben, unter Beibehaltung des Namens Rücker als Vornamen fortan den Familiennamen Jenisch zu führen.
Nach Abschluss des Studiums mit der Promotion und kurzer Tätigkeit im Justizministerium trat Martin Rücker Jenisch in den diplomatischen Dienst und war zunächst von November 1886 bis November 1887 Attaché an der Botschaft in Washington, dann ein Jahr im Auswärtigen Amt in Berlin, 1889 Legationssekretär an der deutschen Botschaft in Wien und ab Dezember 1890 in derselben Stellung an der deutschen Botschaft in Buenos Aires. Von 1891 bis Januar 1897 war er Zweiter Sekretär an der deutschen Botschaft in London. 1897 zum Legationsrat befördert, war er kurze Zeit an der preußischen Gesandtschaft in München tätig und dann von 1898 bis 1900 an der deutschen Botschaft in Brüssel. Von dort berief man ihn 1901 unter Ernennung zum Wirklichen Legationsrat als Vortragenden Rat in die Politische Abteilung des Auswärtigen Amts. Der fähige Diplomat gehörte (wohl nicht zuletzt dank seiner Verwandtschaft mit Bülow) zum engeren Kreis um Kaiser Wilhelm II., den er über viele Jahre als Vertreter des Auswärtigen Amtes auf zahlreichen Reisen begleitete. Zum 1. Januar 1903 erhielt er den Rang eines Gesandten mit dem Titel Exzellenz und ging als Generalkonsul nach Kairo. Kurz bevor er im Mai 1906 als preußischer Gesandter nach Darmstadt versetzt wurde, verlieh ihm der Kaiser am 27. Januar 1906 den erblichen preußischen Adel und erhob ihn zugleich in den Freiherrnstand (gebunden an den Besitz des Familienfideikommisses). Jenisch, der sowohl das Vertrauen Bülows als auch das des Kaisers genoss, war auch in die Affäre um das Daily-Telegraph-Interview des Kaisers involviert. Jenisch war bei den Gesprächen auf Highcliffe Castle zugegen, die dem „Interview“ zugrunde lagen, und als Wilhelm II. den Text an Bülow mit der Bitte um Begutachtung sandte, fügte Jenisch ein Begleitschreiben bei, in dem er darauf hinwies, „daß an mehreren Stellen die Allerhöchstihm in den Mund gelegten Worte einer Korrektur bedürften, weil sie mit den Tatsachen nicht übereinstimmen“. Eine solche Korrektur erfolgte jedoch vor der Veröffentlichung nicht.
Im Januar 1913 wurde Jenisch als Nachfolger Gottlieb von Jagows zum Botschafter in Rom ernannt, konnte diese Stellung jedoch aufgrund einer Herzkrankheit, an der er bis zu seinem Lebensende litt, nicht mehr antreten und schied mit dem Titel „Königlich preußischer Wirklicher Geheimer Rat“ aus dem Staatsdienst aus.
Jenisch verstarb 63-jährig nach langem Leiden in Schloss Blumendorf und wurde im Jenisch'schen Erbbegräbnis auf dem Friedhof Nienstedten beigesetzt. Zur Trauerfeier sandte auch der frühere Kaiser aus Doorn einen Kranz.

### Bautätigkeit und Archäologie
In den Jahren 1898–1899 baute der bekannte dänische Architekt Hack Kampmann im Auftrag Jenischs auf dem Gut Kalø, das die Familie zu Ferien- und Jagdaufenthalten aufsuchte, ein von deutschen Vorbildern inspiriertes kleines Jagdschlösschen. Jenisch beauftragte Kampmann auch mit der Modernisierung und Erweiterung des dortigen Herrenhauses und weiterer Gutsgebäude und 1904 mit dem Bau einer Jagd- und Badehütte für Jenischs Verlobte Thyra Gräfin Grote, der bis heute so genannten Thyrahytten. Anlässlich seiner Erhebung in den Adelsstand ließ Jenisch für einen Besuch des Kaisers 1906 das heute noch bestehende „Kaisertor“ im Jenischpark errichten. Im selben Jahr erhielt Schloss Blumendorf eine Neugestaltung im neobarocken Stil.
Während seiner Tätigkeit in Ägypten unterstützte Jenisch die Arbeit deutscher Archäologen wie Ludwig Borchardt und erwarb selbst Mumien und andere ägyptische Altertümer, die er dem Museum für Völkerkunde Hamburg schenkte und so dessen altägyptische Sammlung begründete. In Kalø ließ er 1903 durch den Archäologen C. M. Schmidt vom Dänischen Nationalmuseum die Ruinen der mittelalterlichen Burg Kalø ausgraben und konservieren. Dabei wurden die Fundamente der Burg freigelegt, ihr Grundriss geklärt und die vom Verfall bedrohte Turmruine ausgebessert, allerdings auch viel aus heutiger Sicht archäologisch wertvolles Material vernichtet.

### Jenisch’sche Freischule
Als Familienoberhaupt stand Jenisch auch an der Spitze der von seiner Verwandten Margaretha Elisabeth Jenisch begründeten Stiftung, die die Jenisch’sche Freischule in Lübeck betrieb. Als die Schule 1923 nach dem inflationsbedingten Verlust des Stiftungsvermögens aus finanziellen Gründen ihre Arbeit einstellen musste, war Jenisch als „Patron“ der Schule an den Verhandlungen um die Schließung beteiligt.

### Familie
Am 16. Januar 1905 heiratete Jenisch in Varchentin seine Cousine 2. Grades Thyra Gräfin Grote (1881–1967). Wohnsitze der Familie waren Schloss Blumendorf und das Jenisch-Haus in Hamburg. Aus der Ehe gingen zwei Töchter und drei Söhne hervor: Marie-Izabel (1906–1971), seit 1934 verheiratet mit Victor Baron von Plessen, Ursula (* 1907), Wilhelm, Martin und Johann Christian. Der älteste Sohn Wilhelm von Jenisch (* 1908) starb 1943 als Oberleutnant der Wehrmacht in Griechenland, sein Bruder Martin (* 1910) fiel ebenfalls 1943 im Zweiten Weltkrieg. Alleinerbe wurde der jüngste Bruder Johann Christian von Jenisch (1915–2003). Das Gut Blumendorf und der Derbypark in Hamburg-Klein Flottbek befinden sich nach wie vor im Familienbesitz; das dänische Gut Kalø wurde 1945 als feindliches Eigentum entschädigungslos enteignet.

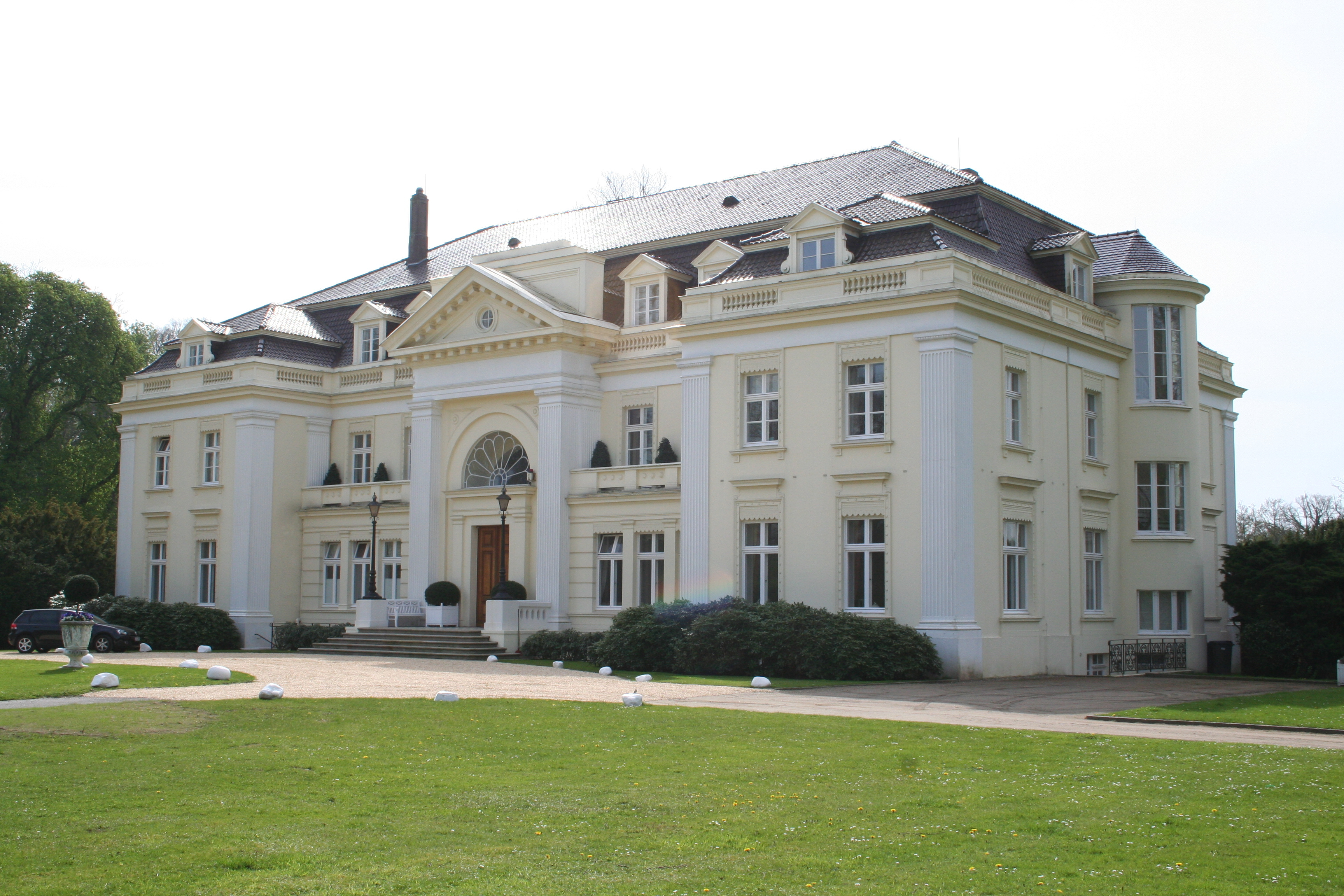
Schloss Blumendorf in Bad Oldesloe
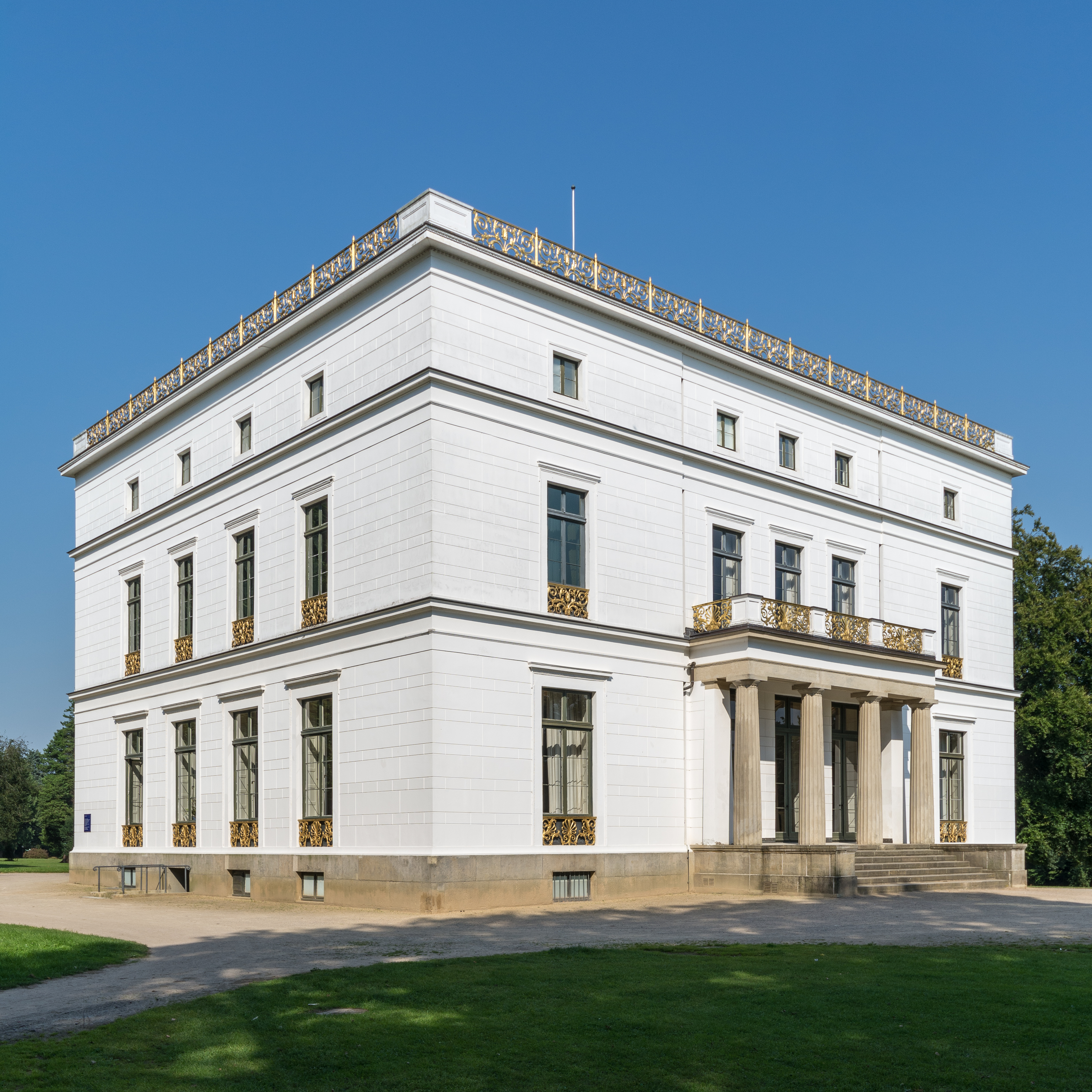
Jenisch-Haus in Hamburg
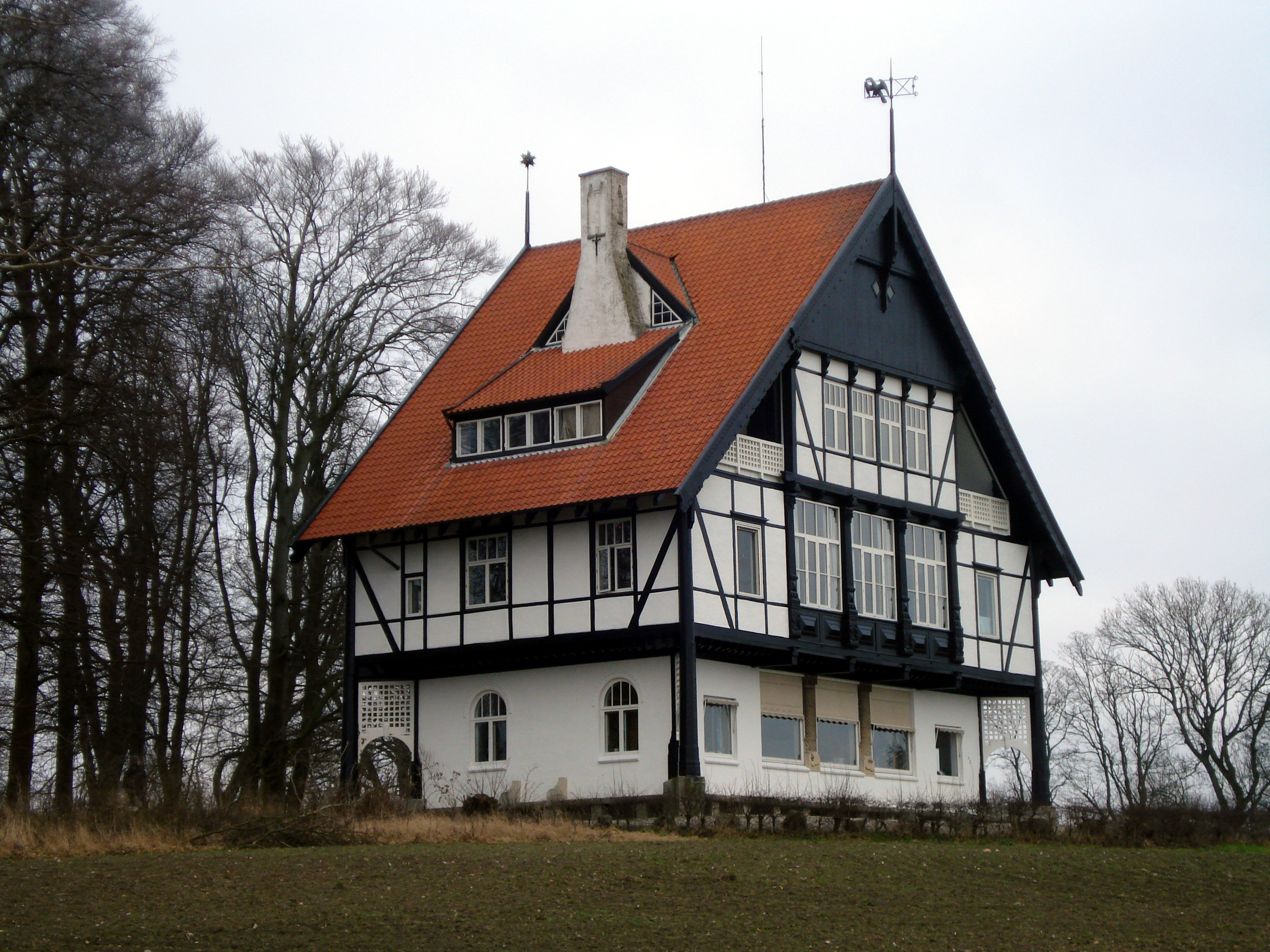
Jagdschloss in Kalø